# René Koering
Pour les articles homonymes, voir Koering.
René Koering est un compositeur, producteur et metteur en scène français, né le 27 mai 1940 à Andlau (Bas-Rhin). Il est notamment connu pour avoir créé le Festival de Radio France et Montpellier Languedoc Roussillon en 1985. Il en a été le directeur jusqu'à son départ en 2011.

## Biographie
René Koering est né le 27 mai 1940 à Andlau (Bas-Rhin).
Il a participé à la création du Festival de Radio France et Montpellier Languedoc Roussillon en 1985.
Il fut directeur de France Musique (1981-1984), directeur de la musique de Radio France (2000-2005) directeur de l'orchestre et opéra national de Montpellier jusqu'en 2011, directeur du Festival de Tresques (2016-2019).
De son premier mariage avec Thalie Frugès sont nés Ophélie Koering, actrice et réalisatrice française (1970), Jérémie Koering, historien de l'art (1974), Virgile Koering, vidéaste et décorateur de théâtre et d'opéra (1977). Puis de son mariage avec Marie-Françoise Lollini, Ephrem Koering, cinéaste (1993), et Jonas Koering, comédien et auteur de BD (1996).

## Distinctions
- 1967 : prix de la Fondation Bleustein-Blanchet[3] ;
- 1967 : grand prix de la Fondation Maeght[3] ;
- 1978 : grand prix de la musique symphonique de la SACEM[3] ;
- 1990 : grand prix Musique de la SACD[3] ;
- 1998 : chevalier de l'ordre de la Légion d'honneur, proposé par le Ministère de la culture et de la communication[4] ;
- 2002 : grand prix Antoine Livio de la Presse musicale internationale ;
- 2005 : commandeur des Arts et des Lettres[5] ;
- Chevalier de l'Ordre national du Mérite.[réf. nécessaire]

## Discographie
- Sonate, Michaël Lévinas, piano. CD Adès 1985.
- Suite Penthésilée, Alain Altinoglu, CD Accord.